# 르노 트라이버
르노 트라이버는 프랑스의 자동차 기업 르노가 인도 전략 차종으로 개발한 소형 MPV이다.

## 상세

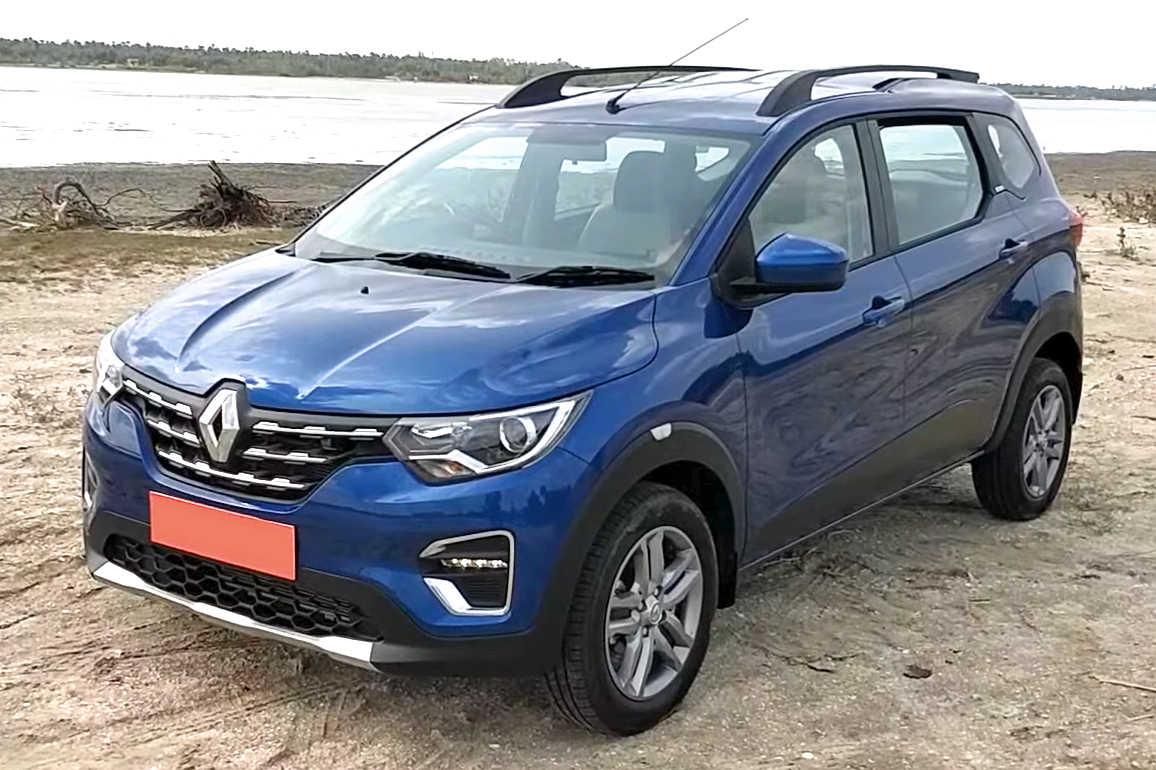
르노 트라이버 정측면

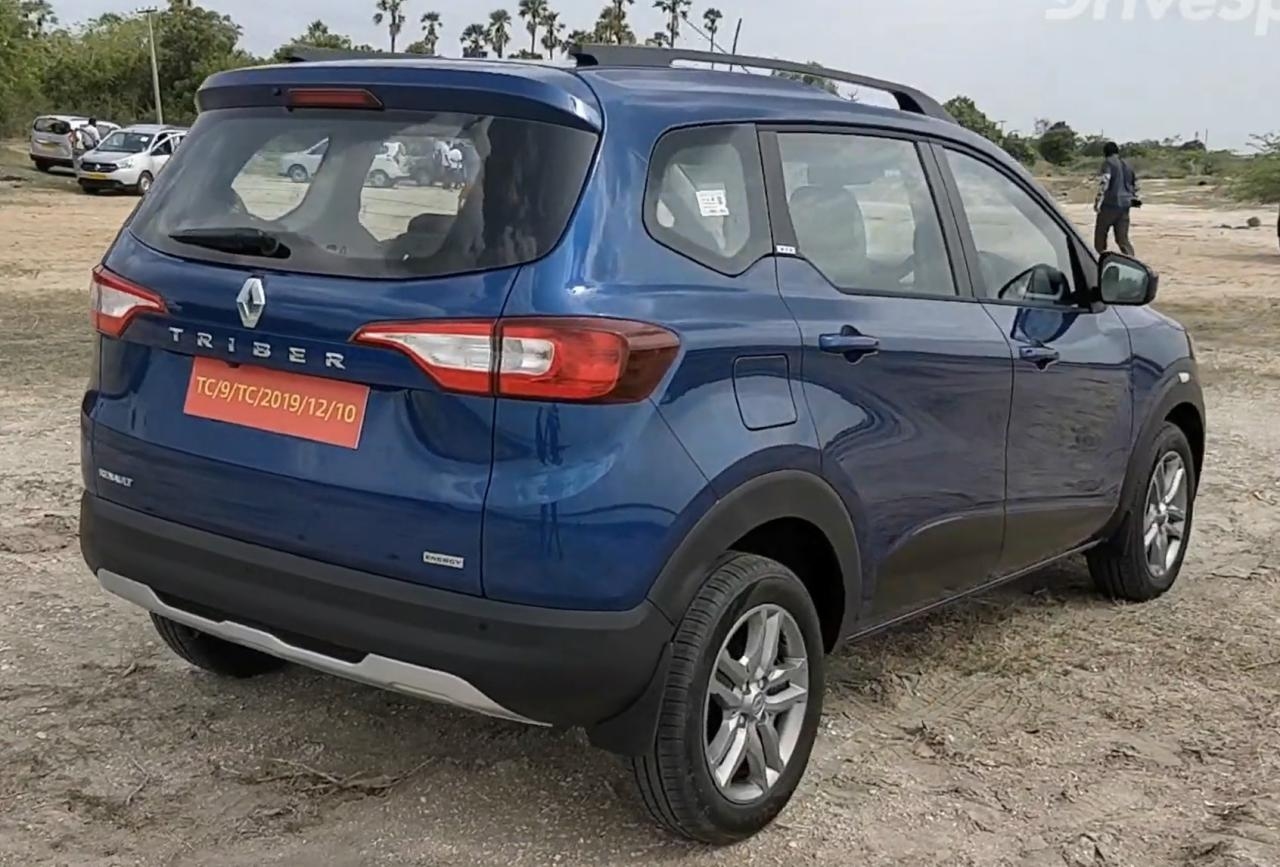
르노 트라이버 후측면

2019년 6월 출시되었고, 8월에 판매가 이루어졌다. 파워트레인은 르노 크위드에 장착되었던 것을 개선한 BR10 엔진을 적용하였으며, 5단 수동변속기와 5단 자동변속기를 적용하였다. 인도 외에도 인도네시아와 남아프리카 공화국에도 수출 및 판매된다.